# Čertův hrádek
Čertův hrádek är ett berg i Tjeckien.   Det ligger i regionen Vysočina, i den centrala delen av landet, 110 km sydost om huvudstaden Prag. Toppen på Čertův hrádek är 714 meter över havet.
Terrängen runt Čertův hrádek är huvudsakligen platt, men den allra närmaste omgivningen är kuperad. Runt Čertův hrádek är det ganska tätbefolkat, med 54 invånare per kvadratkilometer. Närmaste större samhälle är Jihlava, 13,8 km öster om Čertův hrádek. I omgivningarna runt Čertův hrádek växer i huvudsak blandskog.